# Max Milo éditions
 (janvier 2024).
 (juin 2023).
Max Milo est une maison d'édition française créée en mars 2000 par Jean-Charles Gérard, Christophe Guinel et Daniel Gérard.
Elle a pour devise « provoquer à juste titre ». Basée à Paris, la maison a environ cinq cents titres à son catalogue. 

## Histoire
Max Milo est fondée en mars 2000 avec un capital initial de mille euros.
Max Milo éditions édite Mes chères études, livre qui dénonce la prostitution étudiante. Le livre sera adapté au cinéma par Emmanuelle Bercot en 2010.
Après deux années moroses en 2011 et 2012, Max Milo éditions dépose le bilan.
En janvier 2013, elle est placée en redressement judiciaire. Elle en sort en 2014 en particulier grâce au succès de La Démesure de Céline Raphaël.
En 2016 sort la suite « Du goudron et des plumes. Délits d'élus tome 2 » . Sur France Inter, l'auteur Philippe Pascot est présenté comme lanceur d'alerte.
Philippe Pascot se bat toujours aujourd’hui pour que les Politiques aient un casier judiciaire vierge pour pouvoir se présenter à une élection. Ce qui n’est toujours pas le cas.
En 2018, Max Milo éditions lance Voix d’alerte, une collection dirigée par Philippe Pascot et Jean-Charles Gérard, relatant le parcours de lanceurs d’alerte. Le premier de la collection est le livre Je veux vivre en démocratie, écrit par Hervé Lebreton, « le petit prof qui fait peur aux députés ». 
Dans La traque des lanceurs d’alerte, livre préfacé par Julian Assange, Stéphanie Gibaud détaille la vie d’une cinquantaine de lanceurs d’alerte et les raisons pour lesquelles ils sont devenus les parias de la société.  
Dans Puy du Fou, la grande trahison (2019), Christine Chamard raconte la véritable histoire du Puy du Fou. Dans Les Invisibles (2020), Philippe Toulouse raconte son terrible combat pour venir en aide aux sans-abris et son combat contre les élus locaux à Dunkerque.
En 2019, Max Milo éditions édite Les confessions d’un faussaire, d’Éric Piedoie Le Tiec, considéré comme l’un des plus grands faussaires contemporains.

## Genres et publications
Max Milo éditions se distingue par son engagement intellectuel à travers une diversité d’ouvrages qui explorent des questions contemporaines et historiques, avec un accent sur la clarté et la pédagogie. Les collections d’essais illustrés proposent une compréhension accessible des idées de grandes figures intellectuelles comme Machiavel, Karl Marx, Michel Foucault, Gilles Deleuze et Albert Camus. Ces publications abordent aussi des thèmes comme le féminisme et l’anarchisme, analysés par des auteurs tels que Marie-Hélène Bourcier et Christophe Miqueu.
Les documents de société publiés par l’éditeur mettent en lumière des enjeux politiques et économiques actuels, tout en offrant une critique des institutions. Parmi les œuvres marquantes figurent Le loup de Wall Street de Jordan Belfort et Pilleurs d’État de Philippe Pascot, ce dernier ayant connu un grand succès en devenant l’un des essais politiques les plus vendus de 2016,.